# Campionat d'Itàlia de trial
El Campionat d'Itàlia de trial, regulat per la federació italiana de motociclisme, FMI (Federazione Motociclistica Italiana), és la màxima competició de trial que es disputa a Itàlia. D'ençà del 2009 es disputà durant alguns anys el Campionat d'Itàlia en la modalitat Hard trial, tant en categoria masculina com femenina.

## Llista de guanyadors
A 10 de desembre de 2024
| Temporada | Campió                 | Motocicleta |
| --------- | ---------------------- | ----------- |
| 1971      | Gianfranco Mulatero    | Montesa     |
| 1972      | Giuliano Marini        | Bultaco     |
| 1973      | Giovanni Tosco         | OSSA        |
| 1974      | Giovanni Tosco         | OSSA        |
| 1975      | Giovanni Tosco         | OSSA        |
| 1976      | Giovanni Tosco         | OSSA        |
| 1977      | Ettore Baldini         | Bultaco     |
| 1978      | Fulvio Adamoli         | Montesa     |
| 1979      | Ettore Baldini         | Bultaco     |
| 1980      | Danilo Galeazzi        | SWM         |
| 1981      | Danilo Galeazzi        | SWM         |
| 1982      | Danilo Galeazzi        | SWM         |
| 1983      | Danilo Galeazzi        | SWM         |
| 1984      | Renato Chiaberto       | Fantic      |
| 1985      | Renato Chiaberto       | Fantic      |
| 1986      | Diego Bosis            | Montesa     |
| 1987      | Diego Bosis            | Aprilia     |
| 1988      | Donato Miglio          | Fantic      |
| 1989      | Diego Bosis            | Aprilia     |
| 1990      | Diego Bosis            | Aprilia     |
| 1991      | Diego Bosis            | Fantic      |
| 1992      | Diego Bosis            | Fantic      |
| 1993      | Donato Miglio          | Gas Gas     |
| 1994      | Donato Miglio          | Gas Gas     |
| 1995      | Tommi Ahvala           | Fantic      |
| 1996      | Donato Miglio          | Beta        |
| 1997      | Donato Miglio          | Beta        |
| 1998      | Donato Miglio          | Beta        |
| 1999      | Donato Miglio          | Beta        |
| 2000      | Dario Re Delle Gandine | Montesa     |
| 2001      | Dario Re Delle Gandine | Montesa     |
| 2002      | Dario Re Delle Gandine | Montesa     |
| 2003      | Fabio Lenzi            | Gas Gas     |
| 2004      | Fabio Lenzi            | Gas Gas     |
| 2005      | Fabio Lenzi            | Montesa     |
| 2006      | Fabio Lenzi            | Montesa     |
| 2007      | Fabio Lenzi            | Montesa     |
| 2008      | Fabio Lenzi            | Montesa     |
| 2009      | Matteo Grattarola      | Sherco      |
| 2010      | Fabio Lenzi            | Montesa     |
| 2011      | Matteo Grattarola      | Gas Gas     |
| 2012      | Matteo Grattarola      | Gas Gas     |
| 2013      | Matteo Grattarola      | Gas Gas     |
| 2014      | Matteo Grattarola      | Gas Gas     |
| 2015      | Matteo Grattarola      | Gas Gas     |
| 2016      | Matteo Grattarola      | Gas Gas     |
| 2017      | Matteo Grattarola      | Gas Gas     |
| 2018      | Matteo Grattarola      | Honda       |
| 2019      | Matteo Grattarola      | Honda       |
| 2020      | Matteo Grattarola      | Beta        |
| 2021      | Matteo Grattarola      | Beta        |
| 2022      | Matteo Grattarola      | Beta        |
| 2023      | Matteo Grattarola      | Beta        |
| 2024      | Matteo Grattarola      | Beta        |

## Estadístiques

### Campions amb més de 3 títols
A 10 de desembre de 2024
| Pilot             | Títols |
| ----------------- | ------ |
| Matteo Grattarola | 15     |
| Fabio Lenzi       | 7      |
| Donato Miglio     | 7      |
| Diego Bosis       | 6      |
| Danilo Galeazzi   | 4      |
| Giovanni Tosco    | 4      |

## Guanyadors del Campionat d'Itàlia de Hard trial
A 1 de gener de 2013
| Temporada | Campió masculí    | Motocicleta | Campiona femenina | Motocicleta |
| --------- | ----------------- | ----------- | ----------------- | ----------- |
| 2009      | Fabio Lenzi       | Montesa     | -                 | -           |
| 2010      | Matteo Grattarola | Sherco      | Sara Trentini     | Beta        |
| 2011      | Matteo Grattarola | Gas Gas     | Martina Balducchi | Beta        |
| 2012      | Matteo Grattarola | Gas Gas     | Sara Trentini     | Beta        |